# Kakerbeck-Doosthof
Kakerbeck-Doosthof (plattdeutsch Kokerbeck-Doosthoff) ist ein Wohnplatz von Kakerbeck in der Gemeinde Ahlerstedt im niedersächsischen Landkreis Stade.

## Geographie und Verkehrsanbindung
Kakerbeck-Doosthof liegt nordöstlich des Kernorts Ahlerstedt und nordöstlich von Kakerbeck und tangiert die K 64, die von Kakerbeck nach Bargstedt führt. Eine kleinere Straße führt auch nach Brest. Südöstlich fließt die Aue.
Der Ort besteht aus zwei noch bewirtschafteten Höfen und etwa 20 Häusern.

## Geschichte

### Einwohnerentwicklung
| Jahr             | Einwohner          |
| ---------------- | ------------------ |
| 1791             | 3 Feuerstellen     |
| 1824             | 3 Feuerstellen     |
| 1. Dezember 1871 | 37 Leute, 5 Häuser |

### Religion
Kakerbeck-Doosthof ist evangelisch-lutherisch und neuapostolisch geprägt. Der Großteil der Einwohner des Dorfes sind evangelischer Konfession und gehören zum Kirchspiel der Kirche St. Primus in Bargstedt. Etwa ein Drittel der Einwohner sind neuapostolischer Konfession und gehören zur Neuapostolischen Kirchengemeinde Doosthof.

## Bauwerke

### Kirche
1921 wurde durch den damals einzigen Neuapostel auf dem Doosthof, Claus Bargsten, der im Ersten Weltkrieg neuapostolisch geworden war, ein Andachtsraum eingerichtet. Am 12. August 1922 wurde die neuapostolische Gemeinde auf dem Doosthof gegründet und zählte zum damaligen Zeitpunkt 28 Geschwister.
In den Nachkriegsjahren begann man mit dem Bau einer Kirche. Die Gemeinde konnten einen starken Zuwachs vermerken; sie war durch Heimatvertriebene von ca. 100 Mitgliedern in den 1930er Jahren auf über 200 Mitglieder gewachsen und der Andachtsraum wurde allmählich zu klein. Das Baumaterial stammte von der ausgebombten Kirche Hamburg-Borgfelde und wurde per Bahn nach Bargstedt transportiert, von wo es dann mit Pferdekarren zur Baustelle gebracht wurde. Am 9. Oktober 1949 wurde die Kirche geweiht. 1965 wurden Renovierungsarbeiten durchgeführt und 1976 erfolgte der Anbau, der unter anderem eine Sakristei und einen Mehrzweckraum beherbergt.
Heute zählt die Gemeinde 202 Mitglieder.